# Iasen, Vidin
Iasen (în bulgară Ясен, în română Isăn) este un sat în comuna Novo Selo, regiunea Vidin, Bulgaria. Localitatea a fost locuită compact de românii din Timocul bulgăresc.

## Demografie
Componența etnică a satului Iasen
     Bulgari (98,45%)
     Nicio identificare (1,54%)
     Altele (0%)
La recensământul din 2011, populația satului Iasen era de 259 locuitori. Din punct de vedere etnic, majoritatea locuitorilor (98,45%) erau bulgari. Pentru 1,54% din locuitori nu este cunoscută apartenența etnică.